# Летучий корабль (фильм)
«Лету́чий кора́бль» — российский музыкальный фэнтезийный фильм режиссёра Ильи Учителя по мотивам одноимённого мультфильма 1979 года студии «Союзмультфильм». Дата выхода первоначально была назначена на 1 января 2024 года, затем перенесена на 7 марта и после — на 21 марта того же года.
Телевизионная премьера состоялась 12 января 2025 года на канале НТВ.

## Сюжет
Царь планирует выдать замуж свою дочь Забаву за сына богача Полкана, финансирующего ремонт дворца. Однако царевна мечтает найти своего избранника по любви и всячески хочет сорвать свадьбу. Вскоре она знакомится с матросом Иваном, и между ними возникают чувства. Влюблённый Иван отправляется в волшебный лес, чтобы найти золото, но там решает построить летучий корабль и вместе с избранницей улететь из царства.

## В ролях
| Актёр               | Роль                                   |
| ------------------- | -------------------------------------- |
| Александр Метёлкин  | Иван матрос, влюблённый в царскую дочь |
| Ксения Трейстер     | Забава царевна                         |
| Андрей Бурковский   | Поль сын Полкана                       |
| Леонид Ярмольник    | Царь                                   |
| Фёдор Добронравов   | боярин Полкан                          |
| Полина Гагарина     | леди Джейн                             |
| Сергей Гармаш       | Водяной                                |
| Анна Уколова        | Соловей-Разбойник                      |
| Екатерина Агеева    | Марфушка                               |
| Ксения Раппопорт    | цыганка (удалена из титров)            |
| Данила Козловский   | Бабки-Ёжки (удалён из титров)          |
| Антон Бирюков       | офицер                                 |
| Виталий Лаптев      | рыбак                                  |
| Татьяна Выдрина     | придворная дама                        |
| Анастасия Саклакова | придворная дама                        |
| Вадим Салахов       | юноша                                  |
| Олег Дернов         | придворный Поля                        |
| Наташа Васильева    | горничная                              |

## Создание
Производством фильма занималась студия «Рок» Алексея Учителя при поддержке Фонда кино. Художником-постановщиком картины выступил Сергей Февралёв, а съёмки проходили в павильонах «Мосфильма». Первоначально режиссёром картины должна была быть Оксана Карас, музыкальным продюсером должен был выступить Константин Меладзе, а в роли Забавы была анонсирована Анастасия Мытражик, с которой было снято несколько сцен. После начала российско-украинской войны Мытражик покинула Россию, в результате чего роль досталась начинающей актрисе, студентке Театрального института имени Бориса Щукина Ксении Трейстер. Роль Ивана исполнил Александр Метёлкин. Музыкальные партии главных героев озвучили Анна Пересильд и рэпер Федук.
Специально для киноэкранизации была написана роль ведьмы леди Джейн, которую исполнила Полина Гагарина. В фильме звучат песни Максима Дунаевского и Юрия Энтина «А я не хочу, не хочу по расчёту» и «Ах, если бы сбылась моя мечта», арии Водяного «Я Водяной, я Водяной!», соло Ивана «Человек я простой» и частушки Бабок-Ёжек.
Первый трейлер фильма был выпущен 19 сентября 2023 года, второй трейлер вышел 21 декабря того же года.
На премьерном показе фильма «Летучий корабль» стало известно, что Данилу Козловского и Ксению Раппопорт удалили из титров фильма. Создатели сообщили, что вносили изменения в актёрский состав из-за критики актёрами военных действий России на территории Украины.
Бюджет фильма составил 750 млн рублей, из них 425 млн рублей были выделены Фондом кино на безвозвратной основе.

## Отзывы и оценки
Создатель оригинального мультфильма 1979 года Гарри Бардин негативно отнёсся к ремейку, так как его не поставили в известность о работе над фильмом вплоть до его выхода в прокат. Мультипликатор заявил, что не будет смотреть фильм, потому что считает его «хамством», которое он «в гробу видал».
В российской прессе фильм получил смешанные, в основном средние, оценки. Юлия Шагельман из газеты «Коммерсантъ» назвала фильм разнузданно цветастым и поразительно ненатуральным, где без компьютерной графики не обходится ни одна сцена. Также она отметила неубедительную игру всего актёрского состава, за исключением удалённого из титров Данилы Козловского. Ная Гусева из Film.ru заметила, что фильм стал ещё одной попыткой переосмыслить классику, подогнать её под новые правила, где князь-иностранец — это плохо, а отечественный инструмент справится лучше любого другого. Вадим Богданов из «InterMedia» отметил неудачные перепевы песен из оригинального мультфильма, «никакущую» хореографию и плохой монтаж. При этом он хвалит хорошую игру Данилы Козловского, который затмевает весь остальной актёрский состав. Тимур Алиев из «РБК daily» написал, что в истории нового российского кино картина Ильи Учителя, вероятнее всего, сохранится как пример самоцензуры.
Член совета Ассоциации владельцев кинотеатров Роман Исаев высказывал своё мнение о том, что фильм не соберёт 1 млрд рублей в прокате, и по его словам, препятствием для достижения данного показателя стала трагедия в Крокус Сити Холле, которая произошла 22 марта 2024 года, после которой, по его мнению, люди стали избегать мест массовых скоплений. Тем не менее, 29 апреля стало известно, что фильм собрал в прокате более 1 млрд рублей по данным ЕАИС государственного Фонда кино.
3 июля 2025 года известный российский блогер-кинокритик Евгений Баженов (BadComedian) в видеообзоре по названию «ПОСМОТРЕЛ ВСЕ СКАЗКИ» снял в одном из своих обзоров «Летучий корабль». Сам критик негативно отозвался о фильме, раскритиковав его за чрезмерное обилие насыщенных цветов, не продвигающие сюжет и вставленные ради увеличения хронометража песни (более того, в большинстве песен актёры, по его собственным словам, «не попадают в губы»), странных актёров на странных ролях (Данила Козловский в роли Бабок-ёжек и Анна Уколова в роли Соловья-разбойника соответственно) и нездоровый акцент на каннибализме.

## Продолжение
Не смотря на то, что фильм не окупился, благодаря тому, что фильм смог собрать миллиард рублей, авторы официально объявили в конце апреля 2024 года о работе над вторым фильмом. Премьера продолжения назначено на осень 2026 года.